# Cypripedium yunnanense
Cypripédium yunnanense  — травянистое растение; вид секции Macrantha рода Башмачок семейства Орхидные. Относится к числу охраняемых видов (II приложение CITES). Китайское название: 云南杓兰 yun nan shao lan.

## Распространение и экология
Китай (Сычуань, Тибет, Юньнань). 
Сосновые леса, кустарниковые заросли, травянистые склоны на высотах 2700—3800 метров над уровнем моря.

## Ботаническое описание
Травянистый многолетник 20—37 см высотой, с толстым, коротким корневищем. Стебель прямостоячий, голый или с редкими волосками в верхней части, особенно вблизи узлов, с несколькими влагалищами листьев у основания и 3 или 4 листьями выше. 
Листовая пластинка эллиптическая или эллиптически-ланцетная, 6—14 × 1—3,5 см, на конце заострённая. 
Соцветие верхушечное, с 1 цветком. Прицветники листовидные, овально-эллиптические или яйцевидно-ланцетные, 4—6 × примерно 1,5 см, обе поверхности с редкими волосками, на конце острые или заострённые. 
Цветок 4—6 см в диаметре, розовый, пурпурно-красный, с тёмными прожилками. Стаминодий белый с фиолетовой полосой по центру. Спинные чашелистики овально-эллиптические, 2,2—3,2 × 1,2—1,6 см, заостренные; парус эллиптически-ланцетный, 2,2—3,2 × 0,8—1 см, на конце неглубоко 2-лопастной. Лепестки слегка скрученные или не скрученные, ланцетные, 2,2—3,2 × 0,7—0,8 см, адаксиальная сторона опушённая, заостренные; губа в форме эллипсоида, 2,2—3,2 × 1,5—1,8 см, с бледным ободком до устья, наружная поверхность голая, внутренняя внизу опушённая. Стаминодий эллиптический или яйцевидный, 6—7 × 3—4 мм. 
Цветение в мае.
Опылители: Lasioglossum zonulum (Halictidae).

## В культуре
Рассада доступна на европейском рынке, но Cyp. yunnanense является более трудным для выращивания видом, чем Cypripedium tibeticum.
Зоны морозостойкости: 4—6.

## Грексы
По данным The International Orchid Register на январь 2017 года зарегистрированы следующие грексы:
- John W.Frosch, 2006 = Cypripedium parviflorum var. parviflorum × Cypripedium yunnanense
- Loes J.Moors, 2009 = Cypripedium reginae × Cypripedium yunnanense
- Peter W.Frosch, 2009 = Cypripedium speciosum × Cypripedium yunnanense
- Piccolo W.Frosch, 2007 = Cypripedium parviflorum var. planipetalum × Cypripedium yunnanense
- Werner Schmidt F.Schmidt, 2008 = Cypripedium formosanum × Cypripedium yunnanense